# 洱源耳蕨
洱源耳蕨（学名：Polystichum delavayi）为鳞毛蕨科耳蕨属下的一个种。

## 扩展阅读
- 維基物種上的相關：洱源耳蕨